# Catasetum fimbriatum
Catasetum fimbriatum es una especie de orquídea epifita, originaria de Sudamérica.

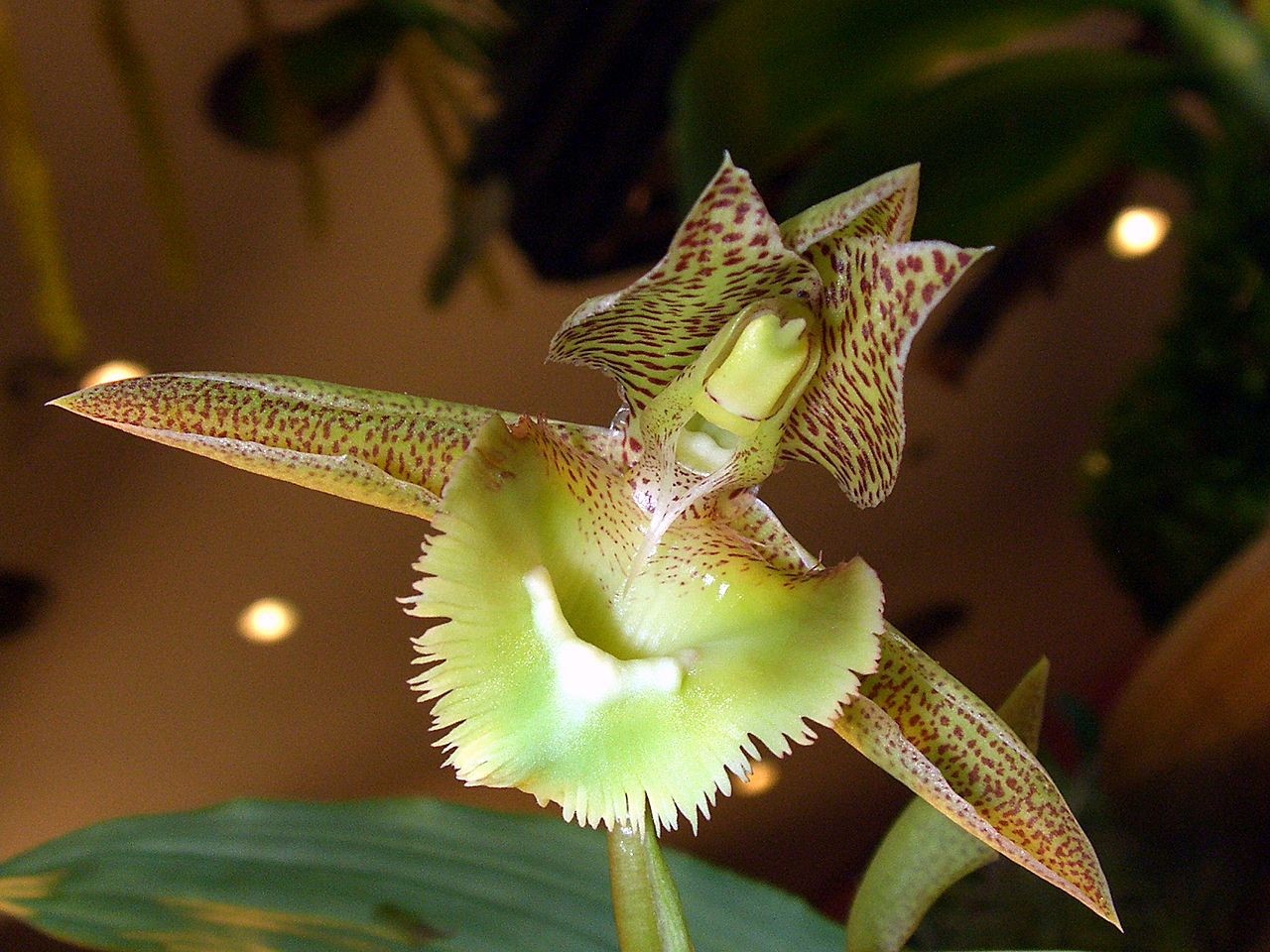
Detalle de la flor

## Descripción
Es una especie de orquídea de gran tamaño que prefiere el clima cálido, es epífita con pseudobulbos con forma cónica-fusiformes, envueltos por varias vainas de las hojas de apoyo que llevan varias hojas oblongo-liguladas,  submembranosas y agudas. Florece en la primavera y el verano en una inflorescencia colgante basal, de 45 cm de largo, racemosa, surgida de un pseudobulbo maduro y que tiene de 7-15 flores carnosas muy fragantes.

## Distribución y hábitat
Se encuentra en Guyana, Venezuela, Bolivia, Brasil, Paraguay y Argentina, en regiones de tierras bajas secas en los troncos de las palmeras,  en altitudes de 400 a 500 metros.

## Taxonomía
Catasetum fimbriatum fue descrito por (C.Morren) Lindl. y publicado en Paxton's Flower Garden 1: 124. 1850.
Etimología
Ver: Catasetum
fimbriatum: epíteto latino que significa "con flecos".
Sinonimia
- Catasetum cogniauxii Linden 1895;
- Catasetum inconstans Hoehne 1915;
- Catasetum negrense Schltr. 1925;
- Catasetum orinthorrhynchum Porsch 1905;
- Catasetum pflanzii Schlechter 1912;
- Catasetum wredeanum Schlechter 1915;
- Monachanthus fimbriatus Gardner ex Hook. 1839;
- Myanthus fimbriatus C. Morr. 1848 basónimo[1][4][5]